# ناحیه ادا، شهرستان دیکنی، داکوتای شمالی
شهرستان ادا، بخش دیکنی، شمال داکوتا (به انگلیسی: Ada Township, Dickey County, North Dakota) در ایالات متحده آمریکا است که در داکوتای شمالی واقع شده‌است.

## خصوصیات
شهرستان ادا ۹۲٫۹ کیلومترمربع مساحت و ۶۰ نفر جمعیت دارد و ۴۱۹ متر بالاتر از سطح دریا واقع شده‌است.